# Дрогомир (герб)
Драгомир (інакше: Драгомир, Борим, Золота Голінка; пол. Drogomir, Borzym, Borzyma, Drogomier, Złota Goleń, Złote Golenie) – шляхетський герб польського походження.

## Опис герба
Існує п'ять різновидів цього герба:
- Драгомир
- Драгомир-Нєстен
- Кікуль
- Фон Ніхтен
- Золота Голінка

Драгомир: у червоному полі три ноги в срібних латах зі шпорами, зігнуті в колінах, з'єднані посередині. В клейноді - три страусиних пір'їни.
Драгомир-Нєстен: у червоному полі три ноги в срібних латах зі шпорами, зігнуті в колінах, з'єднані посередині. В клейноді - три страусиних пір'їни.  В клейноді одна нога як у гербі.
Кікуль: у червоному полі три срібні ноги в латах зі шпорами, зігнуті в колінах, з'єднані посередині трояндою. В клейноді три страусиних пір'іїни, з яких середня червона, а інші - срібні.
Фон Ніхтен: у золотому полі три срібні ноги в латах зі шпорами, зігнуті в колінах, з'єднані посередині трояндою. Клейнод не відомий.
Золота Гомілка: у червоному полі три ноги в золотих латах зі шпорами, зігнуті в колінах, з'єднані посередині. В клейноді три пера страуса. Можливо, ця зміна є оригінальною версією герба Дрогомира, оскільки з 1400-х рр. в Брестській книзі з'ясовується, що у гербах Борзим було три золотих голінки.

## Історія
Згідно з гербовою легендою, герб належить до групи герби, наданих князем Болеславом III Кривоустим (1102-1138) під час війни польсько-німецької війни 1109 року і постав після битви на Псячому Полі у 1109 році. Існує також версія, що цей герб був створений за часів короля Владислава І Локетека (1306-1333) після битви Пловцями в 1331 році. Вона менш вірогідна, оскільки перший відомий образ герба з'являється в 1297 році – це печатка господа Рашки – війта стшельнинського. Зображення цього герба також представлене у XIV-му столітті в каплиці Абатства Цистерцианців в Землі над Вартою, а також у XV-го столітті в раці церкви Голуба. Перша письмова згадка про герб Борим сягає 1400 року.
Гербова легенда говорить про причину появи власної назви герба. Так, за нею, в часи князювання Болеслава III Кривоустого на польські землі напав Генріх V  німецький. Він скористався з допомоги брата Болеслава III Збігнєва. Вирішальною була битва на Псячому Полі в околицях Вроцлава  у 1109 році. У битві на Собачому Полі взяв участь лицар Драгомир (Drogomier) разом з трьома своїми синами, кожен з яких втратили в цьому бою ногу. В нагороду за хоробрість і понесені рани князь Болеслав III Кживоустий дав родині герб з ім'ям глави роду та земельні наділи.
Існують різні версії цієї легенди. Є легенда, що говорить про п'ять синів, з яких троє були поранені, інша, в якій йдеться про вісьмох синів, із яких п'ять були вбиті, а інші втратили кожен по одній нозі.
Несецький в Гербовнику Польському каже, що подібні герби використовували королі на Острові Мен і французький рід Рубенштейн, на основі чого можна припустити, що герб Драгомир має закордонне походження.

## Гербовий рід
До гербового роду Драгомир належать: Czapliński, Dowbor, Dragomir, Drogomir, Drogomirecki, Drogomirski, Drohomirecki, Farenholc, Farenholtz, Gorsicki, Jabłoński, Kobylski, Kuligowski, Kulik, Kulikowski, Kułakowski, Latosławski, Lutosławski, Petrykowski, Pietrykowski, Potrykowski, Radykiewicz, Radykowicz, Rakowski, Ramocki, Ramotowski, Raube, Raubo, Rdułtowski, Romatowski, Romętowski, Romotowski, Rouba, Roubo, Sadowski, Stetkiewicz, Szaciłło, Szaciło, Usakowski, Uszak, Wekier.
До гербового роду Драгомир-Нєстен належать: Niesten, Nieten.
До гербового роду Кікуль належать: Gardyński, Kikoł, Kikul, Kikuł, Пень, Kulik.
До гербового роду Фон Ніхтен належать: Nichten.
До гербового роду Золота Гомілка належать: Bagieński, Chotnawski, Хжановскі, Falbowski, Jurski , Kitnowski, Квятковський, Romatowski ,Rzwieński, Zaścieński.